# NBA Live 2003
NBA Live 2003 est un jeu vidéo de basket-ball sorti en 2002 et fonctionne sur PlayStation, PlayStation 2, Xbox, GameCube et PC. Le jeu a été développé par EA Sports, puis édité par Electronic Arts.

## Accueil
- Jeux vidéo Magazine : 16/20[1]